# Los Islotes
Los Islotes este o arie protejată (arie specială de conservare — SAC, sit de importanță comunitară — SCI) din Spania întinsă pe o suprafață de 151,2 ha, integral pe uscat.

## Localizare
Centrul sitului Los Islotes este situat la coordonatele 29°17′52″N 13°31′58″W / 29.2979°N 13.5328°V.

## Înființare
Situl Los Islotes a fost declarat sit de importanță comunitară în octombrie 1999 pentru a proteja 1 specie de plante. Situl a fost protejat și ca arie specială de conservare în ianuarie 2010.

## Biodiversitate
Situată în ecoregiunea , aria protejată conține 3 habitate naturale: Faleze cu floră endemică de pe coastele macaroneziene, Tufărișuri termo-mediteraneene și de pre-deșert, Peșteri marine scufundate complet sau parțial.
La baza desemnării sitului se află o specie protejată de  plante: Caralluma burchardii.